# هوغو غيامون
هوغو غيامون (مواليد 31 يناير 2000) هو لاعب كرة قدم إسباني يلعب في مركز المدافع أو خط الوسط في نادي فالنسيا.

## وصلات خارجية
- هوغو غيامون على موقع الاتحاد الأوربي (الإنجليزية)
- هوغو غيامون على موقع إي إس بي إن إف سي (الإنجليزية)
- هوغو غيامون على موقع قاعدة بيانات كرة القدم.إي يو (الإنجليزية)
- هوغو غيامون على موقع ليكيب (الفرنسية)
- هوغو غيامون على موقع ناشيونال فوتبول تيمز (الإنجليزية)
- هوغو غيامون على موقع Soccerbase.com (لاعب) (الإنجليزية)
- هوغو غيامون على موقع Soccerway.com (الإنجليزية)
- هوغو غيامون على موقع عالم كرة القدم.نت (الإنجليزية)